# Peter Büchner (Politiker)
Peter Arnold Büchner (* 5. März 1943 in Heidelberg; † 25. März 2009 in Tunesien) war ein deutscher Politiker (SPD).

## Leben und politische Karriere
Peter Büchner, der evangelischen Glaubens war, studierte nach dem Abitur in Speyer an der Pädagogischen Hochschule in Kaiserslautern und wurde Lehrer an der Speyerer Siedlungsschule. Er wurde 1964 Mitglied der SPD und war vier Jahre Vorsitzender der pfälzischen Jungsozialisten. Im Alter von 26 Jahren wurde er in den Speyerer Stadtrat gewählt. Am 12. Oktober 1971 rückte er für Wilhelm Dröscher als jüngster Abgeordneter in den Deutschen Bundestag nach. Bei der Wahl 1972 gewann er das Direktmandat im Wahlkreis Neustadt–Speyer. Danach gehörte er bis 1990 und nochmal vom 10. Juni 1991, als er für Rose Götte nachrückte, bis 1994 dem Deutschen Bundestag an. Sein besonderes Interesse galt der Sportpolitik, fast 23 Jahre lang war er sportpolitischer Sprecher der SPD-Fraktion.  
Der Parlamentarischen Versammlung des Europarates (PACE) gehörte Büchner von 1973 bis 1991 an. Dort war er von 1979 bis 1982 Vorsitzender des Ausschusses für Sozial- und Gesundheitspolitik. Von 1994 an war Büchner Präsident des Sportbundes Pfalz, stellte sein Amt nach einem Misstrauensvotum 1997 aber zur Verfügung.

## Tod
Am 25. März 2009 wurde Peter Büchner, der sich im Golfurlaub in Tunesien befand, tot in seinem Hotelzimmer aufgefunden. Zunächst wurde ein Unfalltod vermutet. Bei der späteren Obduktion wurde jedoch ein Bruch des Zungenbeins festgestellt, der nicht von einem Sturz stammen kann. Die tunesischen Ermittlungsbehörden nahmen zwei junge Männer in Untersuchungshaft, bei denen im Rahmen einer Durchsuchungsmaßnahme die entwendeten Wertgegenstände Büchners gefunden wurden. Die Tatverdächtigen legten Teilgeständnisse ab. Der tunesische Täter wurde 2012 in dritter Instanz  wegen Raubmord zu 15 Jahren Haft verurteilt, sein wegen Beihilfe angeklagter Bruder kam frei.

## Ehrungen
- 1986: Verdienstkreuz 1. Klasse der Bundesrepublik Deutschland